# Paragus stackelbergi
Paragus stackelbergi är en tvåvingeart som beskrevs av Bankowska 1968. Paragus stackelbergi ingår i släktet stäppblomflugor, och familjen blomflugor.
Artens utbredningsområde är Mongoliet. Inga underarter finns listade i Catalogue of Life.